# Deutsches Forstservice-Zertifikat
Das Deutsche Forstservice-Zertifikat (DFSZ) ist ein Zertifizierungssystem für Forstunternehmer.  Es basiert auf den Richtlinien des Programme for Endorsement of Forest Certification Schemes (PEFC) und des Forest Stewardship Council (FSC) und ist bundesweit von Waldbesitzern und Forstverwaltungen anerkannt. Es wird von der Zertifizierungsstelle Alko-Cert vergeben. Standardgeber des DFSZ ist die VdAW Beratungs- und Service GmbH. Insgesamt sind knapp 1400 Forstunternehmer in Deutschland und im angrenzenden Ausland durch das Deutsche Forst-Service-Zertifikat zertifiziert.

## DFSZ-Hintergrund
In Wäldern, die durch die beiden großen Waldflächenzertifizierungssysteme Forest Stewardship Council (FSC) und Programme for Endorsement of Forest Certification Schemes (PEFC) zertifiziert sind, dürfen nur noch zertifizierte Forstunternehmer arbeiten. Das Deutsche Forst-Service-Zertifikat ist sowohl von FSC als auch von PEFC ein anerkanntes Zertifikat für Forstunternehmer. Die DFSZ-Standards basieren auf den Vorgaben von PEFC und FSC im Rahmen der schonenden nachhaltigenden Waldbewirtschaftung. Es werden auch Richtlinien der Berufsgenossenschaft abgedeckt.

## DFSZ-Standards und -Audits
DFSZ-zertifizierte Betriebe arbeiten nachweislich umwelt- und sicherheitsbewusst, halten soziale Standards ein und weisen nicht zuletzt eine hohe Arbeitsqualität auf. Sie werden jährlich auf die Einhaltung der DFSZ-Standards durch unabhängige Auditoren überprüft.
Das DFSZ-Audit gliedert sich in Dokumenten-, Maschinen- und Flächenaudit. Wichtige Dokumente, die eingesehen werden, sind z. B. Nachweise zur Berufsgenossenschaft, Betriebshaftpflicht und Gewerbesteuer. Außerdem wird geprüft, ob Mitarbeitern der tarifliche Mindestlohn gezahlt wird und ob alle mitarbeitenden Personen eine gültige Ersthelfer-Ausbildung haben. Bei Großmaschinen wird vor allem darauf geachtet, dass sie mit Biohydrauliköl laufen und sich technisch in einem guten Zustand befinden. Zudem müssen Vorgaben der BG eingehalten werden. Auf den Flächen achtet der Auditor beispielsweise auf die Einhaltung der Unfallverhütungsvorschriften (UVV), also der Arbeitssicherheit sowie der Arbeitsqualität.
Nach dem erfolgreichen Erstaudit erhalten die Forstunternehmer von der Geschäftsstelle der Alko-Cert ihr DFSZ-Zertifikat, welches fünf Jahre gültig ist. Durch die jährlichen Audits wird die Gültigkeit des Zertifikats regelmäßig bestätigt. Nach erfolgreichem Audit erhalten die Forstunternehmer von der Geschäftsstelle der Alko-Cert GmbH einen Ergebnisbericht. Auf diesem werden die Maschinen und Zertifizierungsbereiche aufgeführt.

## Zertifizierungsbereiche
Forstunternehmer können sich in folgenden Bereichen nach dem Deutschen Forst-Service-Zertifikat zertifizieren lassen:

### B – Bestandesbegründung
- Flächenvorbereitung
- Pflanzenbeschaffung und -Behandlung
- Pflanzung
- Kulturschutz

### H – Holzernte und Bestandespflege
- Fällung und Aufarbeitung
- Rückung
- Entrindung

### S – Sonstige Dienstleistungen
- Wegebau
- Wertästung
- Jungbestandspflege

## Mögliche Kombi-Zertifizierungen
Für Betriebe, die mit Holz oder Holzprodukten handeln, bietet die Alko-Cert auch die Holzhandelskettenzertifizierungen PEFC-Chain of Custody (CoC) und FSC-Chain of Custody an. Hierbei muss im Wesentlichen Herkunft und Menge des zertifizierten Holzes dokumentiert werden. Es werden kosten- und zeitsparende Kombizertifizierungen von DFSZ mit PEFC CoC / FSC CoC angeboten, für die nur ein Audittermin nötig ist.

## Sonstiges
Eine neutrale Zertifizierungsgesellschaft prüft jährlich den VdAW  als Systembetreiber sowie die beteiligten Unternehmen auf die Einhaltung der Anforderungen.
Die Deutsche Akkreditierungsstelle (DAkkS) kontrolliert die Alko-Cert GmbH regelmäßig als Zertifizierungsstelle nach DIN EN ISO/IEC 17065:2013.